# アイアンマンヘビーメタル級王座
アイアンマンヘビーメタル級王座（アイアンマンヘビーメタルきゅうおうざ）は、DDTプロレスリングが管理、認定している王座。

## 歴史
2000年6月29日、DDTプロレスリング北沢タウンホール大会でポイズン澤田BLACKがチャンピオンベルトを披露して自身を初代王者に認定。階級は無差別級。
2014年12月23日、上下巻のDVDが発売された。
2025年5月31日、新宿高島屋大会で1748代王者となった澤田はベルトを新調することを予告。創設からちょうど25年を迎える2025年6月29日の後楽園ホール大会で新ベルトのお披露目が行われた。

## ルール
24時間ルールを採用しており、いつでもどこでも公式戦などの試合形式を問わず、レフェリーによる王者への敗北判定さえあれば王座が移動する過酷なルールである。以下は2002年2月4日のFMW後楽園ホール大会で行われた王者のチョコボール向井、挑戦者の高木三四郎による選手権試合でリングアナウンサーの中村吉佐からなされたルール説明（試合は高木の勝利）。
- 選手権試合は一切の認定を必要としない。
- あらゆる凶器、環境の利用は可能。
- 王者からフォール、ギブアップ、KOを奪えば王座が移動となる。
- 24時間、如何なる場所においてもルールの状況を満たせば試合が成立する。
- 挑戦者の逃亡で試合続行が困難になった時点で試合終了として防衛成功となる。

なお、決着がつくゲームであれば王座の移動は必ずしもプロレスによるものに限らず、過去にはエアホッケー、じゃんけんなどの形で王座の移動が行われたこともあった。
挑戦資格はプロレスラーに限定されず、平田一喜のようにデビュー前の練習生が戴冠してデビュー戦が防衛戦になったり、レフェリーなどのスタッフだけでなく、その場に居合わせた人物が戴冠することもあり、過去には芸能人、選手の母、試合会場の管理人といった一般人も戴冠経験があり、果てには来場していた県知事が王者になったケースもある。王座の特性上から人間、動物以外にも机、脚立、本、飲食物、スマートフォン、チャンピオンベルトそのものといった物品も歴代王者に名を連ねており、2021年2月28日には本から別の本に王座が移動したことがある。2022年2月6日にはYouTubeの配信用の機材が王者に被さったことで「DDTプロレスリング公式YouTubeチャンネル登録者10万人」が第1529代王者となり、ファン10万人が王者になったケースもある。
複数人で被さって王者からフォールを取った場合は最も下にいる人がフォールを取ったと判定されて新王者になる。なお、凶器攻撃などでフォールした人間と王者との間に物品などが挟まれると、物品が直接フォールを取ったと判断されて新王者に認定される。同様の理屈で、凶器などの物品を使って首を絞めるなどをして王者からタップを奪った場合、タップを奪った人間ではなく凶器として使用された物品自体が新王者に認定される。前述の通り凶器の利用は可能だが、実際に扱う際には注意を要する。
前述のようにレフェリーさえ居れば選手権試合はいつでもどこでも相手が何であろうが行われるが故に試合終了後の乱入はもちろんのこと、仲間だったタッグパートナーが一瞬にして敵になる、若手選手のセコンドからも追いかけられるなどして四面楚歌状態になることが多い。さらには、試合会場以外の場所でも王座が移動することもあり、大会前会見中に王座移動した例がある。また、芸能人が戴冠した際には芸能事務所やラジオ局などで王座が移動した過去もある。そのため、王者は常に挑戦者（及びレフェリー）に警戒しなければならず、疑心暗鬼になりかねない。
王者にとっては常に背後からフォールを狙われる状態にあるがインタビュー中などに不用意に「参った」と言った際、ギブアップ裁定になって王座を失う可能性もあるため、発言にも十分に注意しなければならない。その上、眠っている王者が気づかぬ間に寝込みを襲われたり、王座を物品に奪われてそこから他人に王座を奪われるケースがいくつもあるため、王者は睡眠することも憚られる。
その一方で、いかなる試合でも「王者に勝利した」という事実だけで王座が移動するため、人間でも王座の挑戦、奪取の意思を一切示していないのにも関わらず王者になるケースもある。2023年11月4日に新日本プロレスで行われたIWGPジュニアヘビー級選手権試合で、当時アイアンマンヘビーメタル級王座を保持していた石森太二の挑戦を退けIWGPジュニアヘビー級王座を防衛した高橋ヒロムは試合終了後、バックステージで記者に指摘されて自身がアイアンマンヘビーメタル級王座の新王者になったことを初めて知った。また、王者になった飲食物を食したり、物品に覆い被さったが為に勝利と認定され、勝負をせずとも王者となるケースも少なくない。
他の王座のように事前に選手権試合の対戦カードが発表されることもあるが試合までに王座が他の選手へ移動する可能性があるため、DDTプロレスリングの公式発表では「タイトルの性質上、同選手権試合としておこなわれない可能性がございます」と補足説明が記載されている。
試合開始のゴングを経ずに選手権試合が開始された場合、試合結果では試合時間の代わりに決着した時点の時刻が記録される。

### アイアンマンバトルロイヤル
王者を含む10人の選手が出場。試合時間は10分で試合終了時に王座を保持していた選手が勝者となるが、試合中の王座の移動も歴代王者にカウントされる。ビッグマッチなどでは出場者が増えたり、時間差入場方式で行われることが多く王者を退場させれば王座の移動となる。

## 歴代王者

### プロレスラー以外の王座戴冠経験者

#### プロレス関係者
- ナオミ・スーザン（マネージャー） - 2004年（第132代）[33]、2007年（第683代）の2度戴冠。
- テッド・タナベ（レフェリー） - 2004年3月14日、MIKAMIに勝利（第143代）。
- 甲田哲也（プロレス団体代表） - 第230代、第1269代、第1336代の3度戴冠。
- 松井幸則（レフェリー） - 2006年6月30日、諸橋晴也に勝利（第250代）[34]。
- 三田佐代子（アナウンサー） - 2006年12月、忍に勝利（第600代）。
- 新藤力也（リングアナウンサー） - 2012年8月5日、福田洋に勝利（第945代）。
- リック・ノックス（レフェリー） - 2012 年8月10日、エクスカリバーを破った (第1132代)
- 元井美貴（キャスター） - 2016年12月2日、サムライTVスタジオでマタロー（サムライTVのディレクター・カメラマン）に勝利（第1192代）。
- 難波小百合（リングアナウンサー） - 2018年11月24日、辰巳リカに勝利（第1335代）。
- 木曽大介（レフェリー） - 2019年6月12日、パイプ椅子に勝利（第1373代）。
- 松澤さん（マネージャー） - 2024年2月25日、真琴に勝利（第1610代）。
- パンチ田原（レフェリー） - 2024年4月14日、ウナギ・サヤカに勝利（第1622代）。
- クリス・ハリントン（AEW役員） - 2025年1月4日、高木三四郎に勝利（第1705代）。
- ブライス・レムズバーグ（英語版）（レフェリー） - 2025年1月4日、クリス・ハリントンに勝利（第1706代）。

#### 著名人、著名人に関係する物
肩書、所属グループは戴冠当時のものとする。
- 山本圭壱（極楽とんぼ）- 2002年11月14日、ADヤマモトとして、NHK『天才てれびくん』内にて（第78代）。
- 山川恵里佳 - 2003年4月26日、NHK放送センターで三和太に勝利（第93代）[35]。
- 愛田武 - 2004年9月30日、マ偽ナムTOKYO（一宮章一）に勝利（第164代）[36]。
- 冴島奈緒 - 2007年10月7日、小笠原和彦とアキヒロに勝利（第725代、第730代）。
- 柳家初花（落語協会） - 2008年6月21日、MIKAMIに勝利（第755代）
- 美輪明宏の書いた書「光明」 - 2013年06月23日、DJニラに勝利（第972代）。
- LiLiCo - 2014年8月17日、両国国技館でゴージャス松野に勝利（第1009代）[注 2]。
- ロン・ファンチズ（英語版）（俳優、コメディアン） - ローラ・ジェームス（英語版）に勝利（第1112代）。
- 山里亮太（南海キャンディーズ） - 2016年8月28日、両国国技館で焼き鳥に勝利（第1170代）[12]。同年11月22日、テレビ東京で『ほぼほぼ』収録用のクレーンカメラに勝利（第1176代）。
- あの（ゆるめるモ!） - 2016年11月22日、『ほぼほぼ』収録中の山里亮太に勝利（第1171代）。
- 東理紗（生ハムと焼うどん） - 2016年11月22日、『ほぼほぼ』収録中のあのに勝利（第1172代）[37]。
- 坂井良多（鬼越トマホーク） - 2016年11月22日、『ほぼほぼ』収録中の東理紗に勝利（第1173代）。
- セパタクロウ - 2016年11月24日、TBS放送センターでヒロシゲD（TBSラジオ）に勝利（第1178代）。
- 越前屋俵太 - 大阪府立体育会館でこたつに勝利（第1207代）。
- Kaede（Negicco） - 2018年2月23日、スーパー・ササダンゴ・マシンに勝利（第1289代）。
- 須田亜香里（SKE48） - 2018年7月10日、新木場1stRINGで竹下幸之介に勝利（第1327代）[38]。
- 松村香織（SKE48）- 2018年10月2日、SKE48事務所会議室で須田亜香里に勝利（第1328代）[25]。
- 荒井優希（SKE48） - 2018年10月10日、SKE48事務所レッスン場で松村香織に勝利（第1329代）[39][注 3]。
- 中村時広（愛媛県知事） - 2019年6月2日、愛媛国際貿易センターで大石真翔に勝利（第1368代）。
- ラッキィ池田 - 2019年7月15日、大鷲透に勝利（第1375代）。
- 塩川莉世（転校少女*） - 2019年8月2日、大石真翔に勝利（第1384代）。
- 沢口愛華 （dela）- 2019年8月2日、男色ディーノに勝利（第1386代）。
- 夏目みさき（chuLa） - 2019年8月2日、伊藤麻希に勝利（第1388代）。
- 我妻桃実（ハコイリ♡ムスメ）- 2019年8月2日、大石真翔に勝利（第1391代）。
- 岡野雅行 - 2021年7月25日、青木真也に勝利（第1515代）。
- リンリン （BiSH） - 2022年2月14日、アントーニオ本多に勝利（第1545代）[40][41]。
- 川松真一朗（東京都議会議員・元テレビ朝日アナウンサー） - 2022年3月27日、アントーニオ本多に勝利 （第1548代）[42][43][注 4]。
- スギちゃん - 2024年6月29日、鈴木みのるのタオルに勝利（第1657代）。
- ファンキー加藤 - 2024年6月29日、鈴木みのるのタオルに勝利（第1659代）。
- 稲田徹 - 2025年1月18日、ポイズン澤田JULIEに勝利（第1708代）。同年2月2日、タオルに勝利（第1711代）。同年2月（日時不詳）、「声優と夜あそび 繋」ADに勝利（第1713代、第1730代）、金田朋子に勝利（第1715代、第1718代、第1726代、第1728代）、畠中祐に勝利（第1723代）。同年2月15日、メカフィストに勝利（第1734代）。
- 金田朋子 - 2025年2月（日時不詳）、稲田徹に勝利（第1714代、第1727代）、畠中祐に勝利（第1717代、第1720代、第1725代）。
- 畠中祐 - 2025年2月（日時不詳）、稲田徹に勝利（第1716代、第1719代、第1724代）、そびーに勝利（第1722代）。
- 上坂すみれ - 2025年4月20日、平田一喜に勝利（第1746代）。
- 高城れに（ももいろクローバーZ） - 2025年7月26日、勝俣瞬馬に勝利（第1781代）。
- 鈴江珠莉（スタプラ研究生） - 2025年7月26日、高城れにに勝利（第1782代）。

## エピソード

### 特殊な王座移動
- 2003年4月26日、NHK教育テレビジョンの番組「天才てれびくん」に第92代王者の三和太が出演した際、タレントや子役が王座を獲得して番組内で王座の移動が起きていた。
- 2004年7月31日、後楽園ホール大会では、第151代王者の一宮章一が挑戦者を一般公募。その中で挑戦者に選ばれた3歳の男児がフォール勝ちし、当時史上最年少王者かつ初の一般人の戴冠となった。その後、2008年7月4日に高木三四郎の娘が2歳で王座を獲得して最年少記録が塗り替えられた[44]。
- 2006年10月、第293代王者となったラム会長によりベルトが暗黒プロレス組織666に流出した際、第666代王者を同団体から出すために、団体内で王座をたらい回し、666の選手の間で400回近くも王座が移動（その殆どが忍と宮本裕向との間で行われており、結果忍は185回、宮本は183回の戴冠記録を持つ）した。その計画通り、12月23日に当時の666代表であるTHE CRAZY SKBが第666代王者となった。
- 2009年6月29日、DDTプロレスリング新木場1stRing大会の舞台裏において猪熊裕介が第815代王者である机でメンチカツカレーを食べた際に、盛り付けの過程が居合わせたレフェリーの松井幸則により全てフォールとみなされ、その後猪熊が王者を完食したため「メンチカツカレーを調理し、食する過程で王座が5度移動する（机→皿→ご飯→カレー→メンチカツ→猪熊）」という事態が発生した[45]。
- 2014年3月9日、高木三四郎が王座を獲得（第999代）したのを機に封印を宣言したが創設者のポイズン澤田が反発。4月29日DDT後楽園ホール大会でアイアンマンバトルロイヤルで防衛に成功して封印しようとした王者の高木を澤田がチャンピオンベルトで殴り、倒れた高木に澤田がチャンピオンベルトを乗せてレフェリーの松井幸則が3カウントを叩きチャンピオンベルトそのものが第1000代王者になった[14]。
- 2016年11月22日、第1170代王者の山里亮太が出演するテレビ東京の番組「ほぼほぼ 〜真夜中のツギクルモノ探し〜」収録中に王座が移動。11月23日には、TBSラジオの番組「山里亮太の不毛な議論」生放送中、山里を起点に番組スタッフやリスナーのメールなどに王座が移動している[46][26]。
- 2019年6月2日、愛媛県知事の中村時広が王座を戴冠（第1368代）して話題になった。
- 2022年2月6日、第1528代王者のMAOがDDT公式YouTubeチャンネルの登録者10万人突破記念に行われた生配信用機材のiPadの下敷きになり防衛に失敗、「DDTプロレスリング公式YouTubeチャンネル登録者10万人」が第1529代王者になった[16]。
- 2023年10月22日、新日本プロレスのIWGPジュニアヘビー級王者・高橋ヒロムがDDT EXTREME王座とのダブルタイトル戦後だった平田一喜を背後から丸め込み奪取（第1584代）[47][48]。その後新日本内での数度の移動を経て、第1589代王者として11月12日のDDT両国国技館大会にて平田戦に勝利したヒロムは、IWGPジュニアヘビー級のベルトを体の上に乗せて大の字に倒れる。これを松井レフェリーがフォールと判断、「IWGPジュニアヘビー級のベルト」が第1590代王者となった[49]。
- 2025年2月、第1711代王者の稲田徹が松井幸則レフェリーを連れ、金田朋子と畠中祐がMCをつとめるABEMAの声優バラエティ番組「声優と夜あそび 繋」にゲスト出演[50]し、番組内で次々と王座が移動した。王座移動のほとんどがじゃんけんや尻相撲、カラオケといったプロレスの試合ではない対決によるもので、オナラの早出し対決で2度王座が移動した[51][52]。最終的に稲田が第1730代王者として戴冠したところで番組が終わった。
  - なお、同番組は生配信ではなく事前収録の番組であり、配信されるまで王座移動の様子が明かされていなかったため[53]、第1712代から第1728代王者より先に第1730代から第1735代王者が公表、第1729代王者と第1736代王者が同じ3月2日に公表[54][55]されるというねじれ現象が起きた。その上、収録日が公表されていないため、DDTの公式記録では「日時不詳」とされている[注 5][56]。

### その他のエピソード
- 2007年4月1日、第693代王者の脚立がアイアンマンバトルロイヤルで試合開始から終了までの10分間、王座から1度も陥落しない完全試合を達成[57]。
- 2016年1月にLiLiCoが戴冠（第1071代）した際に、ベルトにスワロフスキーのラインストーンなどによるデコレーションが王者の手により追加されている。元々は前王者の赤井沙希がデコレーションを開始しており、再戴冠の度にベルトへのデコレーションを追加していた。2025年4月に上坂すみれが戴冠した際にはリボンが追加された。